# (3639) Weidenschilling
(3639) Weidenschilling (1985 TX) – planetoida z grupy pasa głównego asteroid okrążająca Słońce w ciągu 3,73 lat w średniej odległości 2,4 au Odkrył ją Edward Bowell 15 października 1985 roku.